# Gedeutereerd heptaan
Gedeutereerd heptaan (ook aangeduid als heptaan-d16) is een gedeutereerd oplosmiddel met als brutoformule C7D16. Het is een isotopoloog van n-heptaan en kan gebruikt worden als oplosmiddel in de NMR-spectroscopie. De stof komt bij kamertemperatuur voor als een kleurloze vloeistof, die onoplosbaar is in water. Net als n-heptaan is ook de gedeutereerde variant ontvlambaar.